# Рето фон Аркс
Рето фон Аркс (нім. Reto von Arx; 13 вересня 1976, Біль, Швейцарія) — швейцарський хокеїст, нападник.

## Ігрова кар'єра
Рето фон Аркс почав свою кар'єру в «Лангнау» (НЛВ), де грав разом зі своїм братом Яном з яким в 1995 році переїхав до Давосу. За цей час він став капітаном команди, а у Драфті НХЛ 2000 року був обраний клубом НХЛ «Чикаго Блекгокс» в дев'ятому раунді під 271-й номером і в осені того ж року вирушив до фарм-клубу чикагців «Норфолк Едміралс» з АХЛ. Завдяки чудовій грі (49 матчів та 42 набраних очка), Рето дебютує у Національній хокейній лізі та стає першим швейцарським хокеїстом, який відкриває лік закинутим шайбам у НХЛ. Після зіграних матчів у основному складі «Блекгокс», нападника знову повернули до фарм-клубу, що дає привід повернутись 14 жовтня 2001 року до Швейцарії. Рето відкидає пропозицію СК «Берн» та приєднався до ХК «Давос». Разом з ним також повертаеться Майкл Різен, вдвох вони зробили великий внесок у сучасну історію клубу.
27 грудня 2004 року Рето продовжив контракт з ХК «Давос», як і його брат, до 2009 року.
Через суперечку між фон Арксом і тренером національної збірної Ральфом Крюгером, капітан швейцарської збірної не долучався до лав команди на міжнародні матчі з 2002 року. Підставою для такої «суперечки» став випадок під час Олімпійських ігор 2002 у Солт-Лейк-Сіті після чвертьфіналу Рето та Марсель Женні вирішили розважитись у барі, за що були негайно виключені з національної команди та відправленні додому. З того часу він ніколи більше не виступав за збірну. Незадовго до Олімпійських ігор 2006 в Турині, тренер Арно Дель Курто повернув Рето до складу збірної та «експеримент» виявився невдалим, а навесні 2010 року, фон Аркс зробив заяву про небажання більше грати за національну команду.
В сезоні 2004/05 разом зі своєю командою вийшов у фінал, де перемогли ЦСК Лайонс. У 2007 році він відсвяткував свій третій титул в чемпіонаті Швейцарії, у фіналі в серії здолали СК «Берн» 4:3. У 2009 та 2011 роках Рето став ще двічі чемпіоном Швейцарії.

## Нагороди та досягнення
- Чемпіон Швейцарії у складі «Давос» — 2002, 2005, 2007, 2009, 2011 та 2015 років.
- Володар Кубка Шпенглера у складі ХК «Давос» — 2001, 2004, 2006 та 2011 років.
- Найкращий гравець НЛА — 2003, 2006 та 2009 років.
- В команді усіх зірок Кубка Шпенглера 2010 у складі ХК «Давос».